# Waldemar Ciesielczyk
Waldemar Ciesielczyk (ur. 31 października 1958 w Poznaniu, zm. 18 czerwca 2010 tamże), polski szermierz, zawodnik Warty Poznań, członek reprezentacji olimpijskiej na igrzyska olimpijskie w Seulu, na których zajął 5. miejsce w konkurencji floretu drużynowego. Został pochowany na cmentarzu Miłostowo w Poznaniu.

## Osiągnięcia
- 1979
  - 3. miejsce w mistrzostwach Polski - floret drużynowo
- 1980
  - 2. miejsce w mistrzostwach Polski - floret drużynowo
- 1981
  - 1. miejsce w mistrzostwach Polski - floret drużynowo
- 1982
  - 4. miejsce na mistrzostwach Europy - floret indywidualnie
- 1983
  - 1. miejsce w mistrzostwach Polski - floret drużynowo
- 1984
  - 3. miejsce w mistrzostwach Polski - floret indywidualnie
  - 2. miejsce w mistrzostwach Polski - floret drużynowo
- 1986
  - 2. miejsce w mistrzostwach Polski - floret indywidualnie
  - 3. miejsce w mistrzostwach Polski - floret drużynowo
- 1987
  - 1. miejsce w mistrzostwach Polski - floret indywidualnie
  - 3. miejsce w mistrzostwach Polski - floret drużynowo
- 1988
  - 2. miejsce w mistrzostwach Polski - floret indywidualnie
  - 3. miejsce w mistrzostwach Polski - floret drużynowo